# تمبل تراس
تمبل تراس (بالإنجليزية: Temple Terrace, Florida)‏ هي مدينة تقع في مقاطعة هيلزبورو (فلوريدا) بولاية فلوريدا في الولايات المتحدة. تأسست عام 1920، تبلغ مساحتها 17.9 (كم²)، وترتفع عن سطح البحر 18 م، بلغ عدد سكانها 24541 نسمة في عام 2010 حسب إحصاء مكتب تعداد الولايات المتحدة.

## وصلات خارجية
- www.templeterrace.com